# درو غوردون
درو غوردون (بالإنجليزية: Drew Gordon)‏ مواليد 12 يوليو 1990 في سان هوزيه، هو لاعب كرة سلة أمريكي بدأ مسيرته الاحترافية في سنة 2012 يلعب في الدوري الفرنسي لكرة السلة الدرجة الأولى وحمل الرقم 7. بلغ طوله 6 قدم 9 بوصة (2.1 م).

## فرق لعب لها
- دينامو باسكت ساساري
- بانفيت لكرة السلة
- فيلادلفيا سفنتي سيكسرز
- ريمس شمبانيا

## إحصائيات المسيرة

### الرابطة الوطنية لكرة السلة

#### الموسم الاعتيادي
| السنة   | الفريق                 | لعب | بدأ | دقيقة | ميداني% | ثلاثية | حرة  | ارتداد | صنع | استلاب | تصدي | نقطة |
| ------- | ---------------------- | --- | --- | ----- | ------- | ------ | ---- | ------ | --- | ------ | ---- | ---- |
| 2014–15 | فيلادلفيا سفنتي سيكسرز | 9   | 0   | 7.9   | .421    | .000   | .500 | 2.0    | .2  | .1     | .0   | 1.9  |
| المسيرة |                        | 9   | 0   | 7.9   | .421    | .000   | .500 | 2.0    | .2  | .1     | .0   | 1.9  |

## روابط خارجية
- درو غوردون على موقع الدوري الأوروبي لكرة السلة (الإنجليزية)
- درو غوردون على موقع إن بي أي (الإنجليزية)
- درو غوردون على موقع سبورتس رفرنس (الإنجليزية)
- درو غوردون على موقع كرة السلة الأوروبية.كوم (الإنجليزية)
- درو غوردون على موقع كلية كرة السلة في سبورتس رفرنس.كوم (الإنجليزية)
- درو غوردون على موقع ريلجم (الإنجليزية)
- درو غوردون على موقع بروبوليرز (الإنجليزية)
- درو غوردون على موقع سبورتس رفرنس (الإنجليزية)
- درو غوردون على موقع سبورتس رفرنس (الإنجليزية)